# Hans-Walter-Wild-Stadion
Hans-Walter-Wild-Stadion – wielofunkcyjny stadion w Bayreucie, w Niemczech. Został otwarty w 1967 roku. Może pomieścić 21 500 widzów. Swoje spotkania rozgrywają na nim piłkarze klubu SpVgg Bayreuth.
Stadion został otwarty w 1967 roku. W 1974 roku oddano do użytku trybunę główną położoną po stronie północnej. Jest ona niemal identyczna z trybuną na stadionie Vanløse Idrætspark w Kopenhadze, powstałą w roku 1971. Od 1974 roku na obiekcie swoje spotkania rozgrywają piłkarze klubu SpVgg Bayreuth, którzy wcześniej występowali na Stadion an der Jakobshöhe. W 2002 roku obiekt nazwano imieniem Hansa Waltera Wilda, wieloletniego burmistrza miasta (wcześniej był to Städtisches Stadion czyli Stadion Miejski). 30 maja 2010 roku na obiekcie odbył się towarzyski mecz piłkarskich reprezentacji narodowych. Przygotowująca się do Mistrzostw Świata w RPA reprezentacja Meksyku pokonała Gambię 5:1. W 2018 roku wybudowano nową zadaszoną trybunę naprzeciwko trybuny głównej.